# Metropolia di Scarpanto e Caso

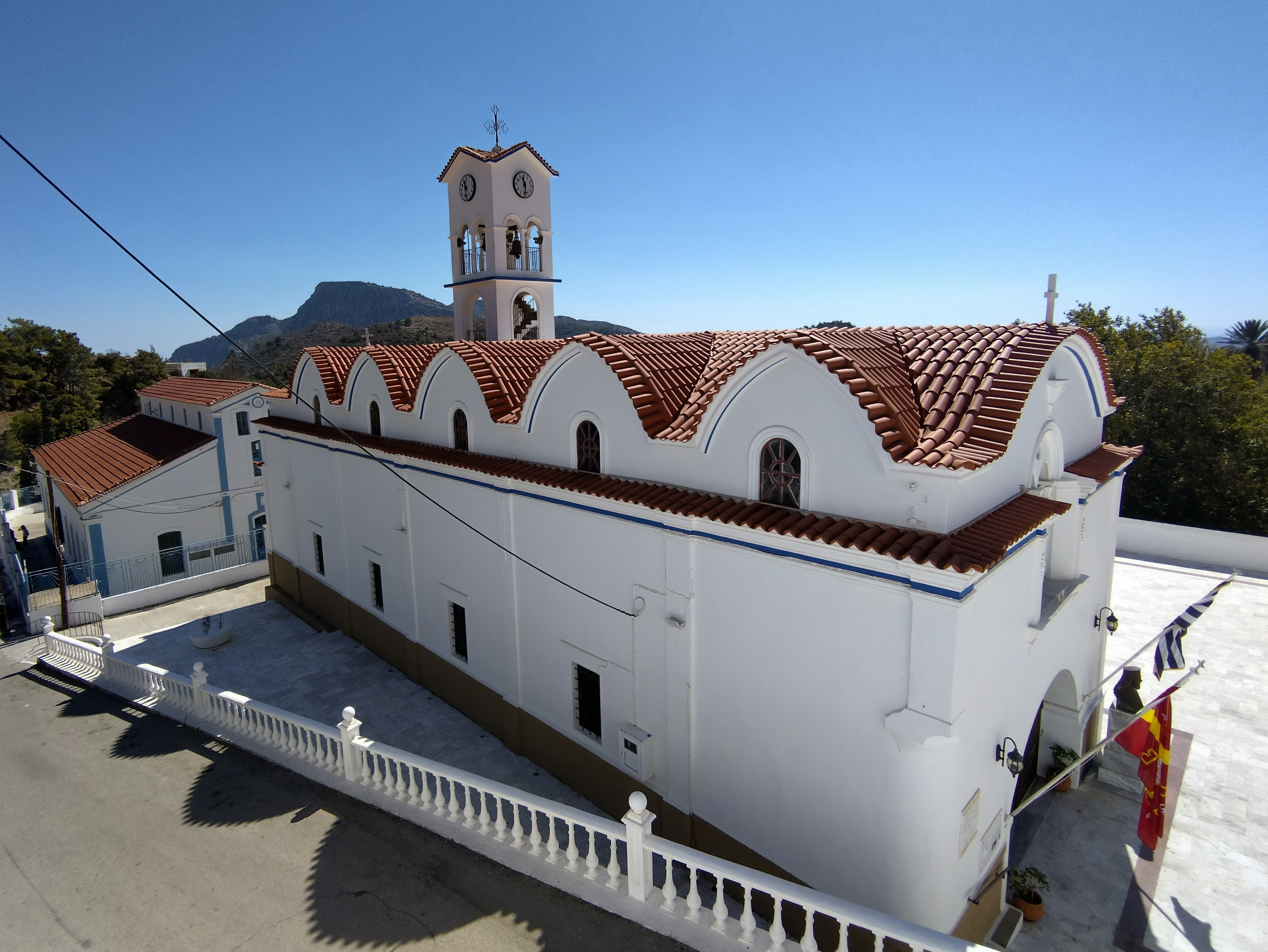
La cattedrale dell'Assunzione della Vergine Maria.

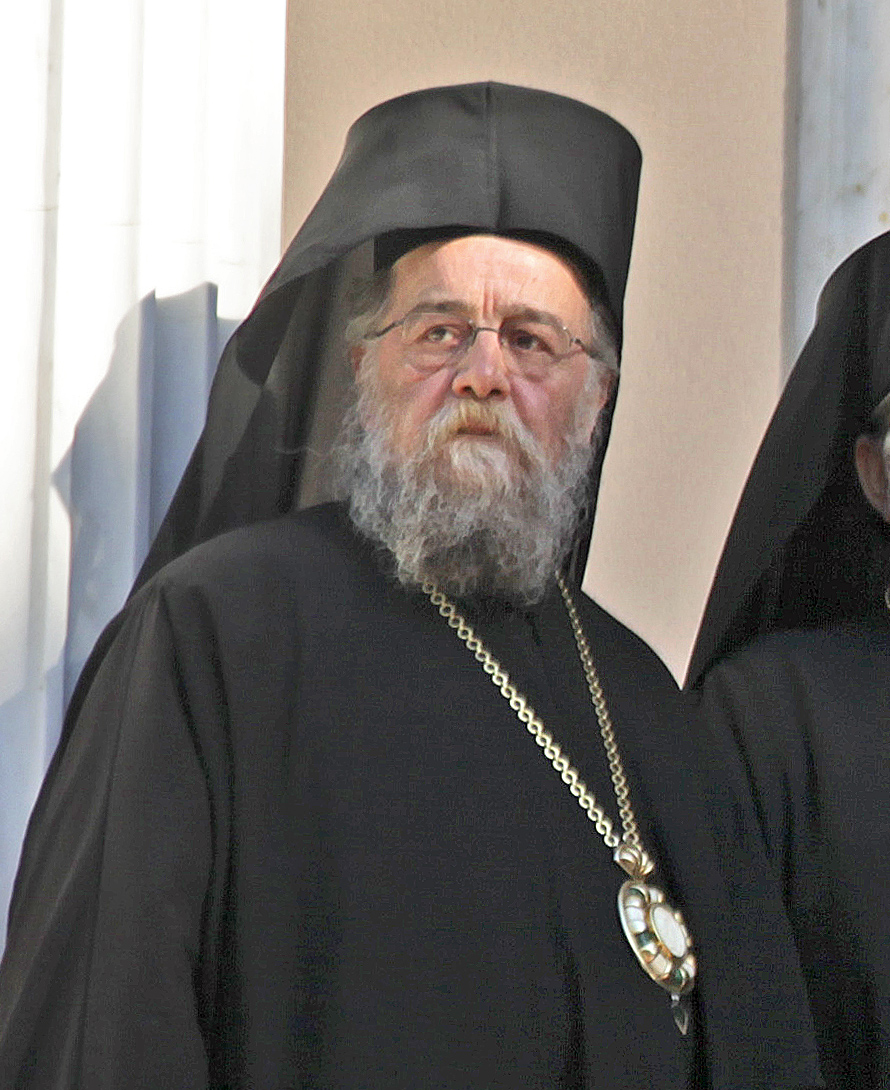
Ambrogio, metropolita di Scarpanto e Caso dal 1983.

La metropolia di Scarpanto e Caso (in greco: Ιερά Μητρόπολις Καρπάθου και Κάσου; Ierá Mitrópolis Karpáthou kai Kásou) è una diocesi del patriarcato ecumenico di Costantinopoli nel Dodecaneso.
Dal 19 giugno 1983 il metropolita è Ambrogio, al secolo Giorgio Panagiotidis.

## Territorio
La metropolia comprende le isole di Scarpanto e di Caso nel mar Egeo.
Sede metropolitana è la località di Aperi, sull'isola di Scarpanto, dove si trova la cattedrale dell'Assunzione della Vergine Maria.
La metropolia comprende 20 parrocchie, di cui 14 a Scarpanto e 6 a Caso, e 3 monasteri.

## Storia
Scarpanto, isola del mare Egeo, è stata un'antica sede vescovile greca della provincia ecclesiastica delle Cicladi nel patriarcato di Costantinopoli.
La sede appare in tutte le Notitiae Episcopatuum del patriarcato come arcidiocesi autocefala, a partire da quella dello pseudo-Epifanio e databile alla metà del VII secolo fino alla Notitia del XV secolo. Ignoto è il periodo in cui la sede passò da semplice diocesi ad arcidiocesi.
Diversi vescovi sono attribuiti a questa diocesi e menzionati nelle fonti documentarie nel primo millennio cristiano. Basso faceva parte del gruppo dei vescovi orientali che abbandonarono il concilio di Sardica per costituire un sinodo alternativo a Filippopoli, e che sottoscrissero nel 343 la lettera sinodale di tendenza anti-nicena. Zotico sottoscrisse la lettera che alcuni metropoliti e vescovi scrissero il 9 settembre 520 per annunciare a papa Ormisda la morte del patriarca Giovanni II e l'elezione di Epifanio. Il vescovo Menas è documentato in due occasioni: sottoscrisse la condanna di Severo di Antiochia, di Pietro di Apamea e del monaco Zoora nella quinta seduta del concilio di Costantinopoli del 536; e prese parte al secondo concilio di Costantinopoli nel 553.
Nella vita di Diadoco di Fotice, Fozio di Costantinopoli menziona il vescovo Giovanni di Scarpanto come l'autore di opere di carattere ascetico e religioso; certi arcaismi presenti nella sua spiritualità situano questo vescovo al più tardi al VII secolo. Alcuni autori hanno voluto identificare questo Giovanni con l'omonimo vescovo di Scarpanto che prese parte al terzo concilio di Costantinopoli nel 680/681.
Tra gli arcivescovi del patriarcato che presero parte alle sedute del concilio di Nicea del 787 è presente Leone di Scarpanto. Infine nel concilio costantinopolitano che riabilitò il patriarca Fozio dell'879 partecipò il vescovo Filippo. In seguito non sono più noti vescovi di Scarpanto fino al XVI secolo.
A partire dal XVII secolo l'arcidiocesi portò il doppio titolo di Scarpanto e Caso. Il 1º maggio 1865 essa fu elevata al rango di metropolia. I metropoliti portano il titolo di "esarca delle Cicladi".

## Cronotassi
- Basso † (menzionato nel 343)[11][12]
- Zotico † (menzionato nel 520)[11]
- Menas † (prima del 536 - dopo il 553)[11]
- Ciro † (VI secolo)[13]
- Giovanni I † (VI/VII secolo)[11]
- Giovanni II † (menzionato nel 680)[14]
- Leone † (prima del 786 dopo il 787)[15]
- Filippo † (prima dell'879 - dopo l'880)[16]
- Gioannichio † (1562 - 1576)
- Macario † (1576 - 1583 deposto)
- Ioasaf † (1583 - 1590)
- Teodolo † (1590 - 1601)
- Ieroteo † (1601 - 1622 deposto)
- Damasceno Agapito † (1622 - 1643 deposto)
- Atanasio † (novembre 1643 - maggio 1665 dimesso)
- Leonzio † (1665 - 1674 deceduto)
- Macario † (agosto 1674 - 1680 deposto)
- Neofito Grimanis † (1680 - 1722)
- Niceforo † (1722 - 1736)
- Niceforo † (1736 - 1744)
- Macario † (1744 - 1753)
- Niceforo † (1753 - 1754)
- Partenio † (1754 - 1760 deposto)
- Paisio † (1760 - 1764)
- Daniele † (1764 - 1793 deposto)
- Neofito † (giugno 1793 - autunno 1832 deposto)
  - Metodio Sapountzakis † (autunno 1832 - 18 novembre 1864 dimesso) (proedro)[17]
- Niceforo † (13 marzo 1865 - dicembre 1868 dimesso)[17]
- Ignazio † (16 gennaio 1869 - 22 febbraio 1875 dimesso)[17]
- Gerasimo Pigas † (8 marzo 1875 - 5 ottobre 1885 eletto metropolita di Polyani)[17]
- Nilo Smirniotopoulos † (23 giugno 1886 - 5 agosto 1889 dimesso)[17]
- Sofronio Argyropoulos † (5 agosto 1889 - 31 maggio 1897 eletto metropolita di Elassona)[17]
- Agatangelo Architas † (31 maggio 1897 - 31 luglio 1908 eletto metropolita di Coo)[17]
- Eugenio Mastorakis † (31 luglio 1908 - 25 maggio 1912 deceduto)[17]
- Germano Monodiadis † (9 giugno 1912 - 27 gennaio 1940 deceduto)[17]
  - Sede vacante (1940-1950)
- Apostolos Papaioannou † (6 agosto 1950 - 13 febbraio 1975 eletto metropolita di Eno)[17]
- Giorgio Orfanidis † (23 febbraio 1975 - 16 settembre 1980 dimesso)[17]
- Nettario Hatzimichalis † (16 settembre 1980 - 24 maggio 1983 eletto metropolita di Lero, Calimno e Stampalia)[17]
- Ambrogio Panagiotidis, dal 19 giugno 1983